# Przemysław Waściński
Przemysław Waściński (ur. 29 marca 1995 w Rawiczu) – polski lekkoatleta, sprinter.
Zawodnik klubu MUKS Kadet Rawicz. Złoty medalista mistrzostw Polski w kategorii juniorów i młodzieżowców. W 2017 biegł na trzeciej zmianie polskiej sztafety 4 × 400 metrów, która zdobyła złoty medal halowych mistrzostw Europy. W tym samym roku wystartował na IAAF World Relays oraz sięgnął po srebro młodzieżowego czempionatu Europy w biegu rozstawnym. 

## Osiągnięcia
| Rok  | Impreza                             | Miejsce   | Konkurencja        | Pozycja              | Wynik           |
| ---- | ----------------------------------- | --------- | ------------------ | -------------------- | --------------- |
| 2017 | Halowe mistrzostwa Europy           | Belgrad   | sztafeta 4 × 400 m | 1. miejsce           | 3:06,99         |
| 2017 | IAAF World Relays                   | Nassau    | sztafeta 4 × 400 m | 3. miejsce (Finał B) | 3:08,42 (elim.) |
| 2017 | Młodzieżowe mistrzostwa Europy      | Bydgoszcz | sztafeta 4 × 400 m | 2. miejsce           | 3:04,22         |
| 2019 | Światowe wojskowe igrzyska sportowe | Wuhan     | sztafeta 4 × 400 m | 2. miejsce           | 3:06,36         |

## Rekordy życiowe
- Bieg na 400 metrów – 46,14 (2016)